# Cartridges of the World
O Cartridges of the World, é um guia completo para cartuchos de armas de fogo. A série de referência foi escrita por Frank C. Barnes. A última versão do livro é sua 16ª edição, publicada em 2019 e editada por W. Todd Woodard.

## Edições
- 1ª - 1965, ASIN B000CRY476 - 1 de janeiro de 1965, 346 páginas[2]
- 2ª - 1969, ASIN B000ZTKWMW - 1 de janeiro de 1969, 378 páginas[3]
- 3ª - 1972, ISBN 978-0-69580-326-1 - 1 de fevereiro de 1972, 378 páginas[4]
- 3ª - 1976, ISBN 978-0-69580-326-1 (reimpressão)[4]
- 4ª - 1980, ISBN 978-0-91067-616-8 - 1 de janeiro de 1980, 384 páginas[5]
- 5ª - 1985, ISBN 978-0-91067-695-3 - 13 de dezembro de 1985, 416 páginas[6]
- 6ª - 1989, ISBN 978-0-87349-033-7 - 25 de maio de 1989, 448 páginas[7]
- 7ª - 1993, ISBN 978-0-87349-145-7 - 1 de janeiro de 1994, 464 páginas[8]
- 8ª - 1997, ISBN 978-0-87349-178-5 - 1 de fevereiro de 1997, 480 páginas[9]
- 9ª - 2000, ISBN 978-0-87341-909-3 - 1 de dezembro de 2000, 512 páginas[10]
- 10ª - 2003, ISBN 978-0-87349-605-6 - 1 de setembro de 2003, 528 páginas[11][cw 1]
- 11ª - 2006, ISBN 978-0-89689-297-2 - 24 de julho de 2006, 552 páginas[12]
- 12ª - 2009, ISBN 978-0-89689-936-0 - 20 de outubro de 2009, 568 páginas[13]
- 13ª - 2012, ISBN 978-1-44023-059-2 - 5 de outubro de 2012, 568 páginas[14][cw 2]
- 14ª - 2014, ISBN 978-1-44024-265-6 - 19 de dezembro de 2014, 688 páginas[1][cw 3]
- 15ª - 2016, ISBN 978-1-44024-642-5 - 24 de outubro de 2016, 688 páginas[15][cw 4]
- 16ª - 2019, ISBN 978-1-94626-773-3 - 23 de julho de 2019, 688 páginas[16]

## Críticas
A série de livros tem sido frequentemente criticada por não incluir desenhos dimensionados de cartuchos e por colocar alguns cartuchos em categorias incomuns (por exemplo, a 11ª edição do livro coloca o cartucho .303 British dentro da seção de "Cartuchos Militares Americanos").